# Беловцы (Тернопольская область)
Беловцы (укр. Білівці) — село в Мельнице-Подольской поселковой общине Чортковского района Тернопольской области Украины.
До 2020 года входило в Борщёвский район.
Код КОАТУУ — 6120881802. Население по переписи 2016 года составляло 487 человек.

## Географическое положение
Село Беловцы находится на левом берегу реки Днестр,
выше по течению на расстоянии в 2,5 км расположено село Трубчин,
ниже по течению на расстоянии в 7 км расположено село Окопы,
на противоположном берегу — село Орестовка.

## Объекты социальной сферы
- Школа I ст.

## Известные люди
- Долинюк Евгения Алексеевна — дважды Герой Социалистического Труда, родилась в селе Беловцы.